# Karl Wiener (Grafiker)

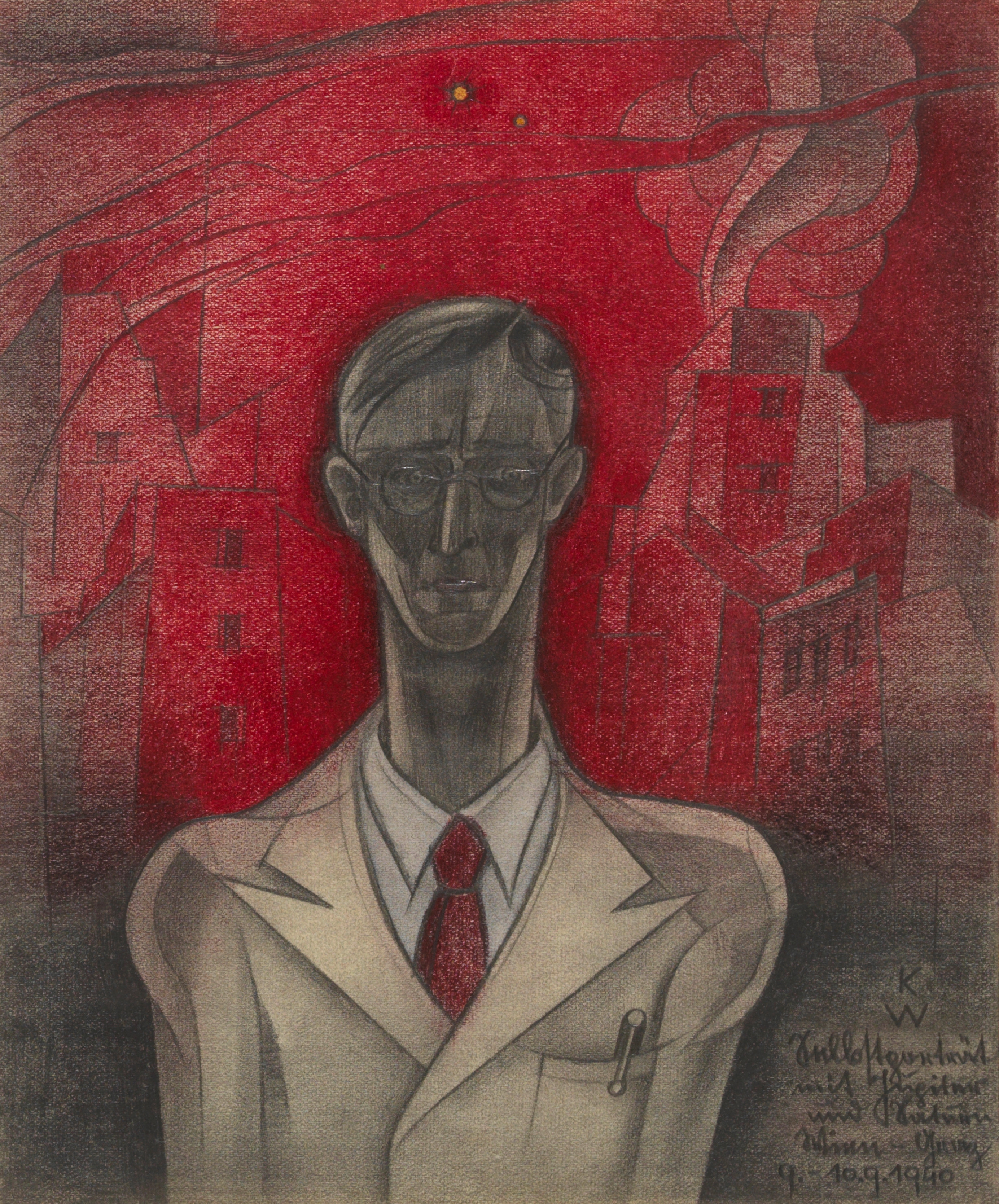
Selbstporträt mit Jupiter und Saturn (1940)

Karl Wiener (* 26. Januar 1901 in Graz; † 29. April 1949 in Wien) war ein österreichischer Zeichner, Grafiker und Fotomontagekünstler. Wegen seiner politischen und zeitkritischen Montagen der 1930er und 1940er Jahre wurde er postum anlässlich der großen Retrospektive über seinen Nachlass im Wien Museum als österreichischer John Heartfield bezeichnet.

## Biographie
Karl Wiener war ein Sohn von Maria Kriebel und Friedrich Wiener, der Korrektor bei der Grazer Druckerei „Typographia“ war, die der Sozialdemokratische Arbeiterpartei (SDAP) gehörte. Vater und Sohn waren ebendort Parteimitglieder, bis die SDAP 1934 vom Ständestaat aufgelöst wurde.
Karl besuchte die Landes-Oberrealschule und arbeitete dann als Bankbeamter in Graz und München.
Seine künstlerische Ausbildung begann er erst 1924 im Alter von 23 Jahren an der „Ständischen Zeichnungsakademie“ (Landeskunstschule) in Graz und setzte ab 1926 sein Studium der Malerei und Grafik an der Wiener Kunstgewerbeschule bei Bertold Löffler sowie für Schrift bei Rudolf von Larisch bis 1931 fort. Anschließend ergänzte er sein Studium mit dem Fach Grafik bei Rudolf Jettmar und schloss 1932 ab.
Ein Reisestipendium führte ihn 1930 durch Deutschland nach Schweden und Dänemark und 1935 nach Moskau.
Bis zum Tod seines Vaters im Jahr 1937 war er mit seiner Heimatstadt Graz eng verbunden und siedelte erst danach endgültig nach Wien über.
Ab 1940 war er Lehrer an der Wiener Kunstgewerbeschule, bis er 1947 gekündigt wurde und im Anschluss verstärkt als Illustrator für sozialdemokratische Medien arbeitete.
Seit der Ausbombung seines Wiener Wohnateliers 1945 verstärkten sich seine Depressionen. 1949 nahm er sich mit Lachgas das Leben.

## Auszeichnungen
- 1929 Silberne Medaille der Stadt Graz
- 1932 Österreichische Staatspreismedaille

## Ausstellungen
- 1929–1935 Schau des Steiermärkischen Kunstvereins, (Werkbund), Graz
- 1931 Ausstellung des Oberösterreichischen Kunstvereins, Linz
- 1935 Ausstellungen, Moskau
- 1946 Werk- und Presseschau gemeinsam mit Otto Rudolf Schatz, im Wiener Rathaus, Wien
- 1946 Niemals vergessen! im Wiener Künstlerhaus, Wien
- 1946 Schau der Wiener Maler in Salzburg, Salzburg
- 1984 Karl Wiener, Galerie Moser, Graz
- 2001 Moderne in dunkler Zeit, Neue Galerie Graz, Graz
- 2003 Meisterwerke der Steirischen Moderne, Burg Rabenstein, Frohnleiten
- 2010 Kampf um die Stadt. Politik, Kunst und Alltag um 1930, Künstlerhaus Wien, Wien
- 2010 Erotik, Porno. Grenzverschiebungen 1900 bis 1970, Pavelhaus, Bad Radkersburg
- 2011 Verschollen im Museum. Der Künstler Karl Wiener, Wien Museum, Wien[3]

## Museen
Seine Werke befinden sich unter anderem in folgenden Institutionen:
- Staatliches Museum der neuen westlichen Kunst, Moskau (Ankauf 1935)
- Museum der schönen Künste Moskau (Ankauf 1935)
- Städtische Sammlung Wien (Ankauf 1935)
- Wien Museum (Künstlerischer Nachlass 1965)